# Noruega Meridional
A Noruega Meridional ou Sul da Noruega (em norueguês: Sørlandet) é uma região da Noruega, no sul do país. Compreende condado (fylke) Agder.  Sørlandet é historicamente correspondente ao território do reino viquingue de Agder, que existiu entre os séculos IX e X. Áreas contíguas de Rogalândia e Telemark vieram depois integrar esta região.
Do ponto de vista etnolinguístico, Sørlandet é circunscrita à área costeira junto do Escagerraque, excluindo a parte setentrional.

## Imagens de Sørlandet

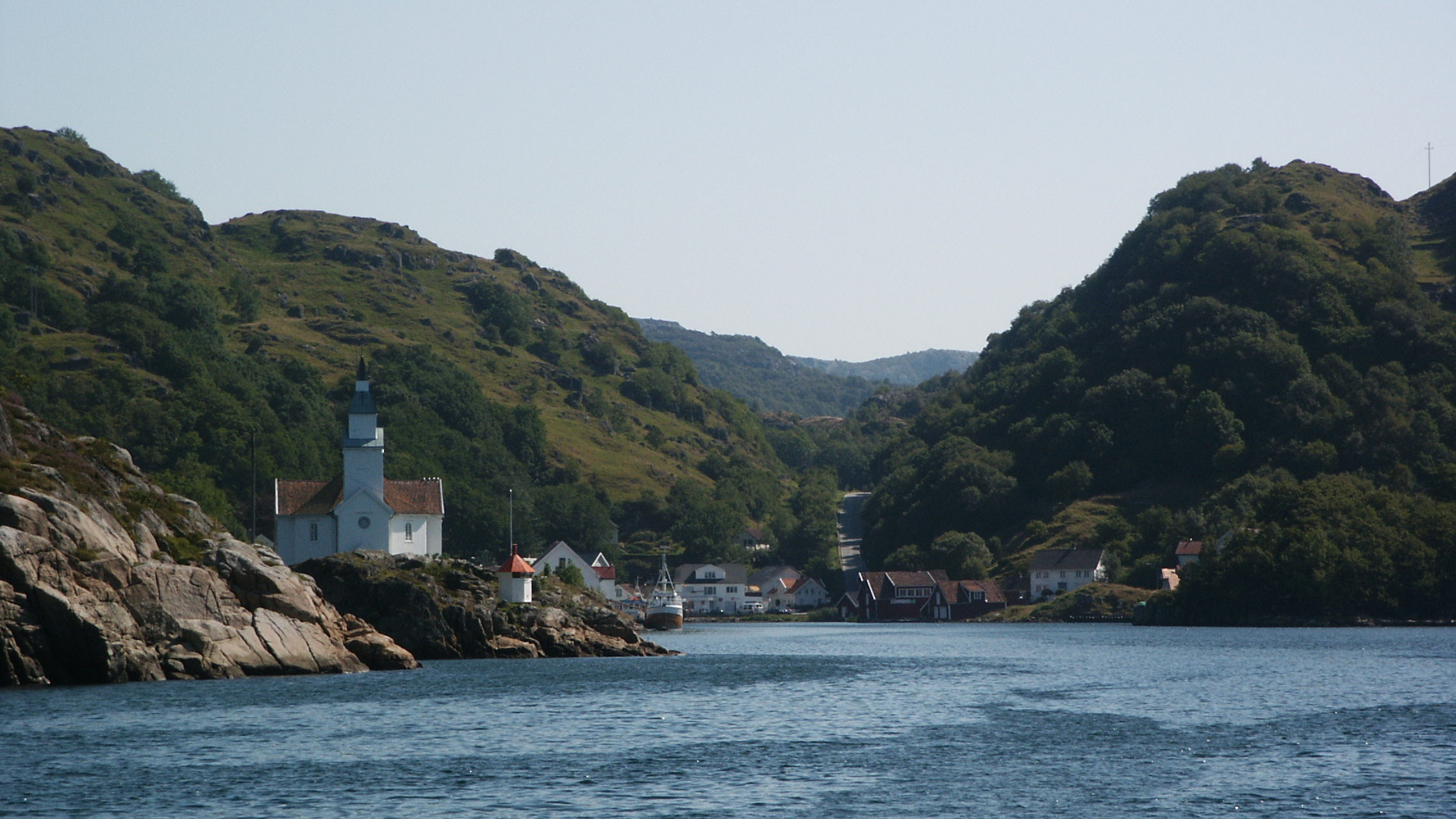
Kirkehavn em Hidra, Vest-Agder
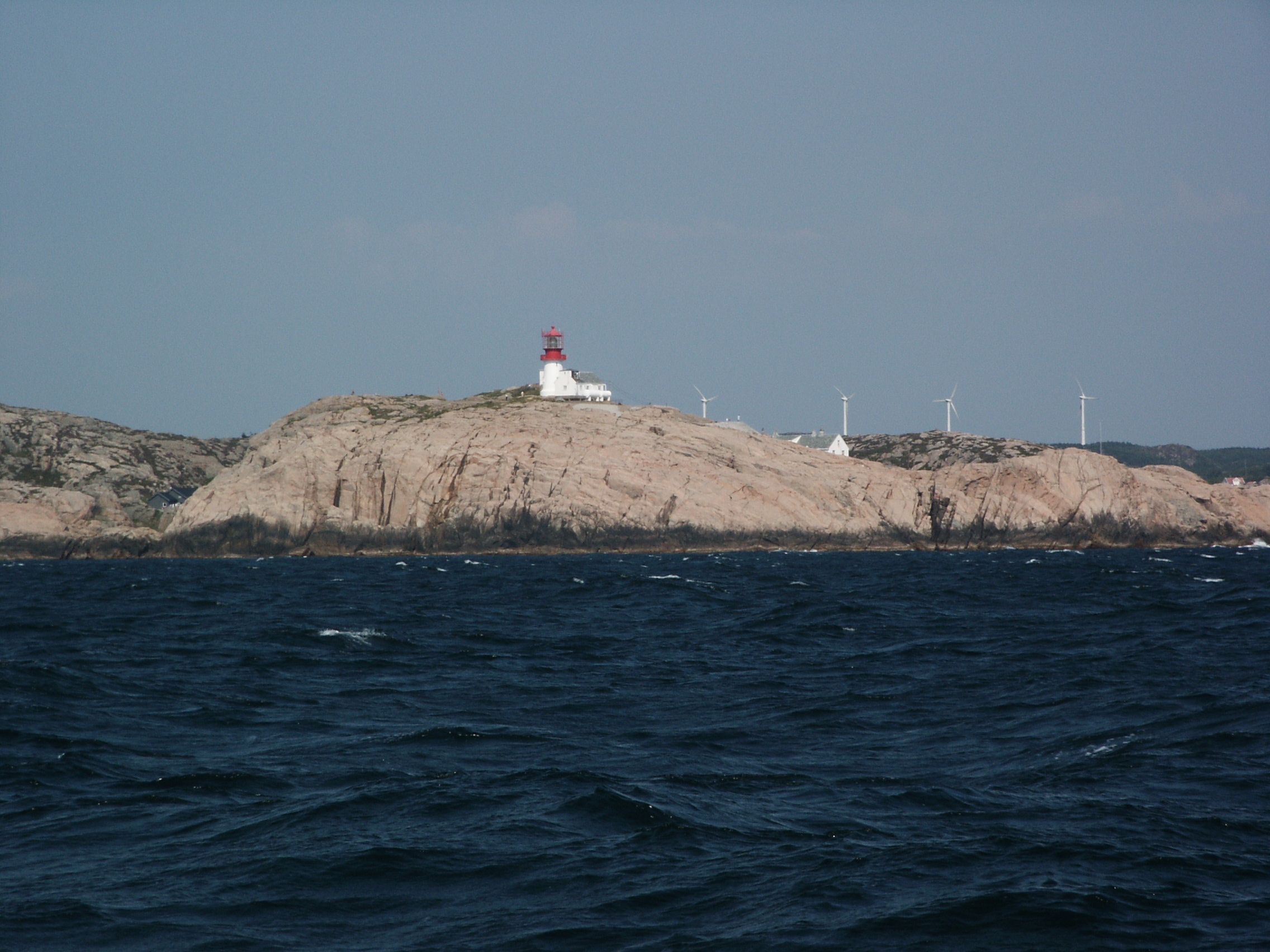
Farol no cabo Lindesnes
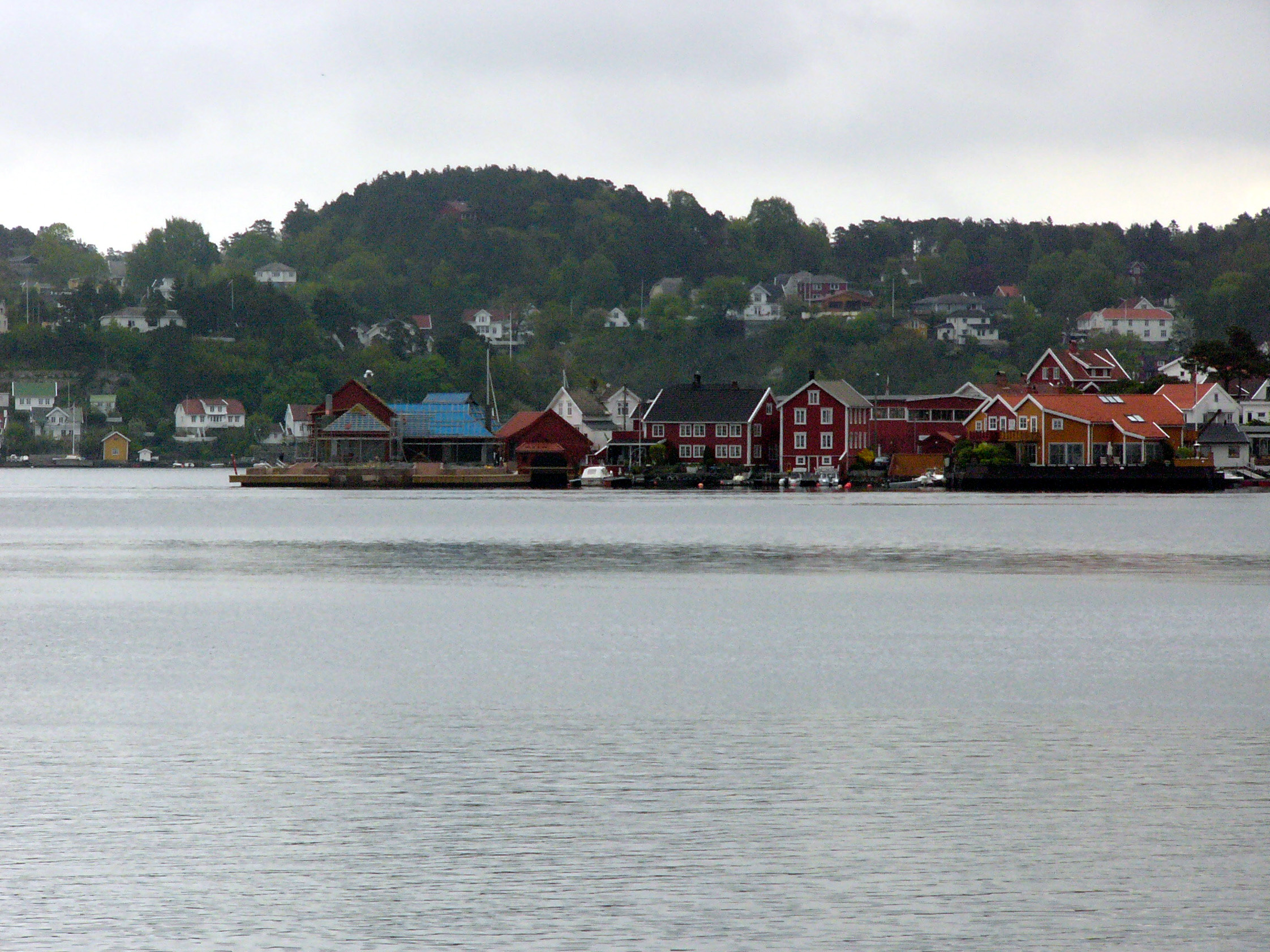
Arendal
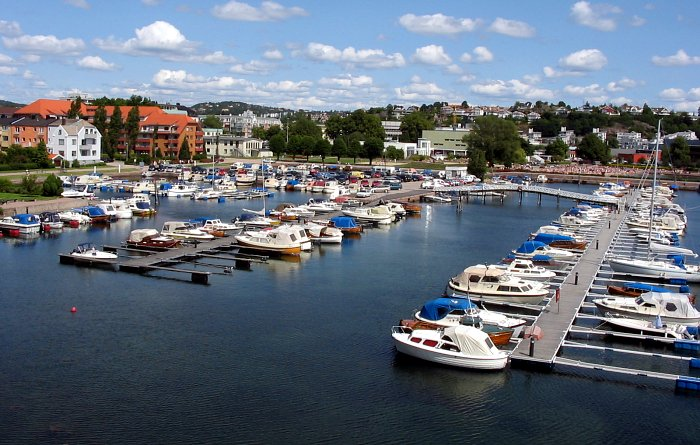
Kristiansand - o porto
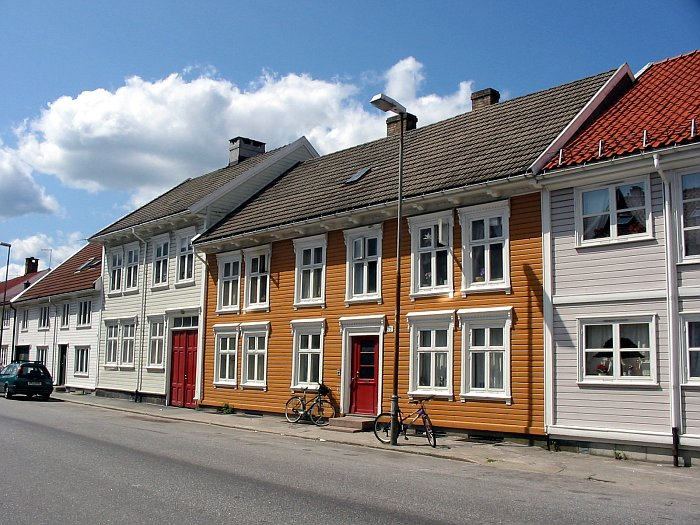
Casas típicas